# 红色英勇勋章
《红色英勇勋章》是美国作家史蒂芬·克莱恩创作的一部战争小说。故事情节发生在美国内战时期，一名叫亨利·弗莱明的联盟士兵逃离了战场。后来他战胜了怯懦，渴望负伤——即获得红色英勇勋章——来洗刷自己的耻辱。当他的团再次面对敌人时，他成为了旗手。 
虽然克莱恩是战后出生，并无参战的亲身经历，这部小说还是以写实而知名。1893年他开始写他的第二部小说，从当时的一些记事与资料中获得灵感（如世纪杂志之前发布的文献）。据信小说中的战争是以钱斯勒斯维尔战役为原型；他也可能采访过纽约志愿兵第124步兵团的老兵，该团被称为橙花。1894年12月该小说在报上连载了精简版，1895年10月出版了全本。1982年出版了基于克莱恩手稿的加长版。
小说因其风格独特而著名，并包括了战斗现实结构、对颜色意境的反复使用和讽刺的语调。与传统战争叙述不同，克莱恩的故事反映了主人翁的内心旅程——一个逃离战场的士兵——而不是他身处的外部战场。同样值得注意的是被克莱恩称之为“对恐惧的心理描述”，小说的託寓与象征手法的品質常被评论家争执不休。故事的许多主题与成熟、英雄主义、懦弱、自然的冷漠有关。《红色英勇勋章》收到了广泛好评 —— 赫伯特·乔治·威尔斯在小说发表不久就为小说“疯狂地赞叹”，使得克莱恩在24岁时一夜成名。小说与作者在起初也不是没有诋毁者，这包括作家、老兵安布罗斯·比尔斯。小说尔后成为畅销书，并被多次改编，搬上荧屏。小说从未停止印刷，今天它被认为是克莱恩最重要的作品，也是美国的主流文学著作之一。

## 背景

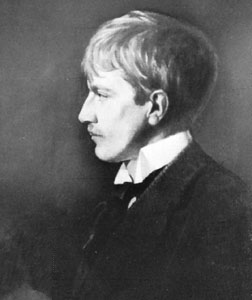
1894年的史蒂芬·克莱恩；友人、艺术家Corwin K. Linson绘制

1893年，21岁的史蒂芬·克莱恩时发表了他的第一部小说《街女梅季》(Maggie: A Girl of the Streets)。《梅季》在商业上和评论上都遇到了挫折。由于很多评论家认为这种无情的鲍厄里街头小说冷酷、低俗，克莱恩在被出版社拒绝多次后自己将其出版。1893年初夏，克莱恩在他朋友的工作室寄居时获得了第二本小说的灵感。克莱恩为《世纪杂志》(Century Magazine)中南北战争的著名战役和军事领袖颇为着迷。干巴巴的故事令克莱恩感到无奈，他说：“我在想他们其中一些人没有告诉自己在混战中的感受。他们将自己的事情说了太多遍，却依然无情地像一块石头。”  克莱恩回到工作室，送还了杂志，并决定自己写一本战争小说。他在日后称“无意中将自己的童年写入了故事里”，并且“自从他脱下灯笼裤后就在幻想一部战争小说了。”
在此期间，克莱恩断断续续地从事一些自由编辑工作，为不同的纽约市报纸撰稿。1893年在他寄居于在新泽西雷克威尔(Lake View)的长兄埃德蒙那边时，他开始撰写《红色英勇勋章》。克莱恩的故事构思为：一个年轻的列兵做着男孩般幼稚的梦，幻想着荣誉与浪漫，无视战争现实的残酷。克莱恩将列兵的姓氏命名为“弗莱明”，这是他嫂嫂的娘家姓。在日后的回忆中，他称文章的第一段自发地临到他脑海里，“一字、一点、一句号都不差。”小说是在夜间写成的，甚至是从午夜一直写到凌晨四五点种。克莱恩买不起打字机，只好小心翼翼地用墨水在文件纸上书写，有时候划掉一个字，有时候又叠上一个。如果他要改些什么，他会将整页重写。  不久，他搬回了纽约，在那里他完成了小说，时间是1894年4月。

## 出版历史
克莱恩最初的手稿为55,000字，题为“列兵弗莱明的战斗”（Private Fleming/His various battles）。为了减少南北战争传统的描写风格，克莱恩最终将题目改为《红色英勇勋章：美国南北战争之插曲》（The Red Badge of Courage: An Episode of the American Civil War）1894年初，克莱恩将手稿寄给S. S. 麦克卢（S. S. McClure），后者拿着手稿六个月却不出版。 倍感受挫的作者将稿件要回，于10月份重新寄给了欧文·巴克莱（Irving Bacheller）克莱恩故事的缩减版在1894年12月第一次以连载小说的形式出现在《费城报》（The Philadelphia Press)上。这版故事——包括了18,000字特评——在全美报刊上广为转载，并确立了克莱恩的文学名望。克莱恩的传记人约翰·贝里曼(John Berryman)写到故事至少在200种小镇日报，550种周报上转载。1895年10月，苹果顿公司（D. Appleton & Company）在原始稿上削减了5,000字后，将其故事以小说的形式出版。该版小说与克莱恩的原始稿差异较大：很多学者认为，苹果顿员工担心公众反感故事的某些内容，对其进行了删改。1895年版小说与原版稿件相比，删去了全部第12章，第7、10、12、15章结尾小说的原始稿件，以及一些出版物，通讯，以及有关小说出版的历史资料，陈列在弗吉尼亚大学阿尔伯特与雪莉斯莫特辑收藏图书馆（Albert and Shirley Small Special Collections Library）。
克莱恩与苹果顿的合同中单单给了他十分之一的版税。合同还规定在大不列颠售书没有版税（出版社为Heinemann，第一版为1896先锋系列之一）。1982年，诺顿公司（W. W. Norton & Company）根据克莱恩1894年55,000字原版将小说再版。根据亨利·宾得(Henry Binder)，这版小说受到质疑，因为有些人认为克莱恩为小说的1895年苹果顿版做出了原始修订。不论怎样，小说自发售之日，就再没有停止印刷。

## 故事梗概
一个冷天里，虚构的纽约304步兵团驻扎在河边，等候战斗命令。18岁的列兵亨利·弗莱明回忆起他参军时浪漫的冲动，以及他母亲的反对。他不禁开始怀疑自己，到底是要与敌人面对面交火，还是一走了之。战友吉姆·康克林安慰他，并承认如果所有人逃跑，他自己也会跟着跑。在步兵团的第一次交火中，南部邦联军首先冲锋，但是被打了回去。敌人很快整合，再次进攻，并迫使一些措不及防的联邦士兵自乱阵脚，临阵脱逃。亨利担心会输掉战斗，便选择了走为上。直到他逃到了部队后面时才听见将军宣布联邦军获胜的消息。
亨利感到十分羞愧，逃到了旁边的森林里。在一片小空地里，他发现了一具腐烂中的死尸。亨利受到惊吓，逃离小空地，却撞入了一群撤离战场的伤员中。他们中有一名“衣衫褴褛的士兵”，后者询问亨利伤在哪里。亨利对此只能回避。吉姆·康克林也在其中，由于侧身中弹，失血过多，吉姆变得神智不清。吉姆极力反抗朋友的帮助，并最终因伤势过重去世。倍感愤怒无助的亨利冲出了伤兵群，却又撞进了另一个撤离部队。慌乱中，一个士兵用枪托猛击亨利的头部，将其击伤。负伤的亨利现在十分疲倦、饥渴、他决定硬着头皮回到自己的部队里去。当他到达营地时，其他士兵误认为他头上的伤是战场枪弹所造成的。士兵照顾亨利，包扎了他的伤口。
第二天清晨，亨利第三次加入战斗。步兵团遇到了一小股邦联军，而亨利英勇作战，证明了自己是个合格的士兵。然而亨利自我安慰，告诉自己之前的儒弱没有被人发现，“他的过错犯在暗中，所以他依然是个好汉。”在此之后，亨利与朋友一道寻找溪水，却意外地从司令官那里得知他所在的步兵团名声狼藉。司令官不经意地提出将304团牺牲掉，因为他们不过是“赶驴的”、“翻土的”。由于没有其它部队可用，将军对此表示许可。
在小说最后的战斗中， 护旗士官中弹，亨利意外地成为了旗手。有一线邦联军躲在了围栏背后，围栏被树林遮掩，不在步兵团的射程范围之内。如果他们留下，就不得不面对难堪的攻击；如果他们撤走，就会颜面尽失。司令官下令冲锋。亨利在无武装的情况下领导部队进攻，自己却奇迹般地毫发无损。绝大多数邦联士兵在步兵团到来之前逃逸，另有四名被俘虏。小说的结尾如下:
下雨了。士兵们疲惫不堪，形成了一个破败的列队，沮丧着、埋怨着。队伍在低沉恶劣的天色下，行进如搅拌槽液里棕色的泥浆。尽管许多人发现世界不过是誓言和手杖的组合而已，但年轻人笑了，因为他看到这是他的世界。他成功地摆脱战争的红热病，闷热的噩梦已经是过去。在燥热而痛苦的战争中，他是一个泡了水、出了汗的动物。现在，他转身回头，却如情人一般看着宁静的天空，新鲜的草原，凉爽的小溪——一个温柔而永恒的平静。
一缕金色阳光劈开铅色的乌云，射到了河的另一边。

## 史料的精确性与灵感

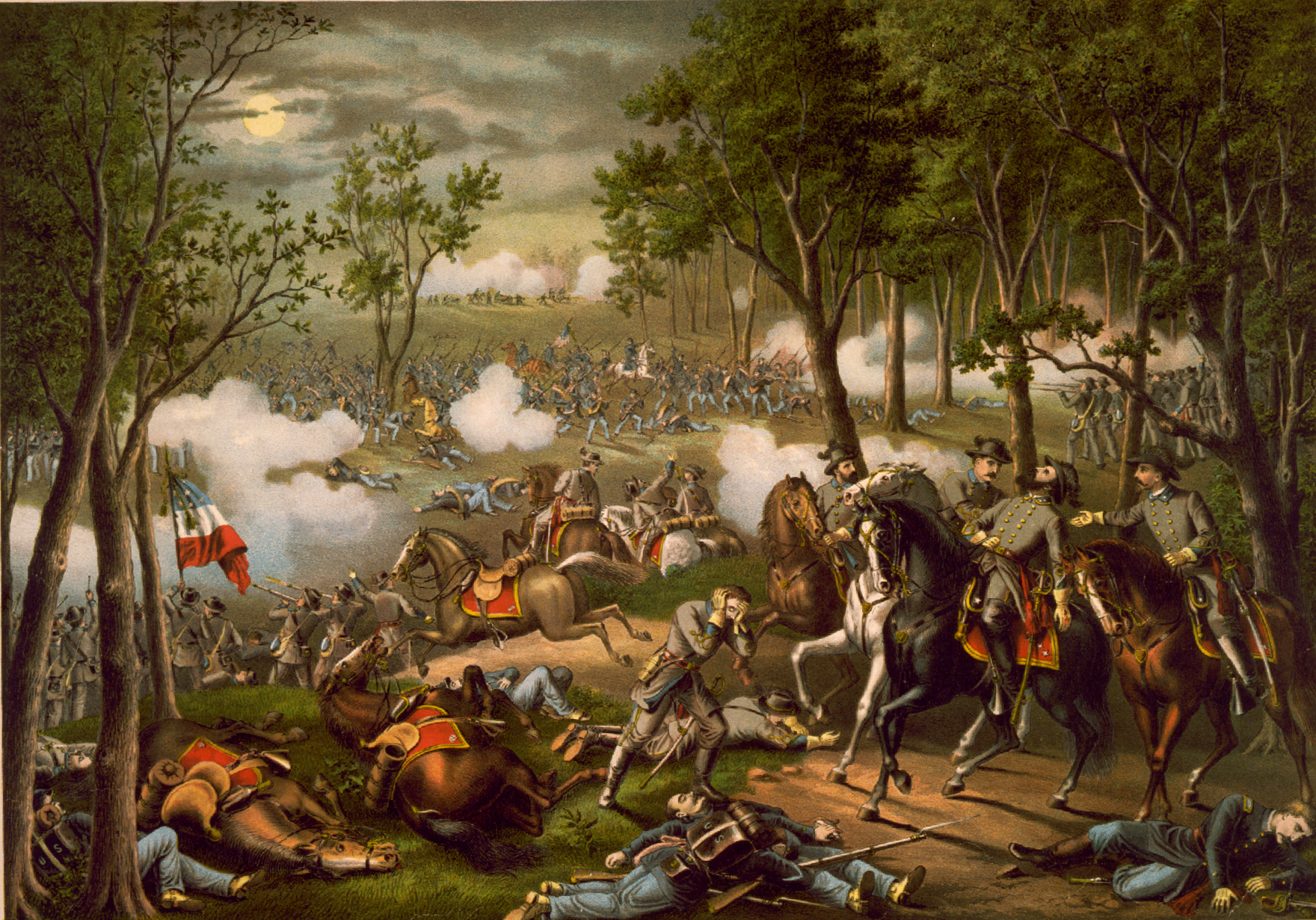
錢斯勒斯維爾戰役，由 Kurz and Allison 出版

虽然克莱恩曾在一封信中写道“除非身临其境... 否则你无话可说”，但《红色英勇勋章》在创作时，克莱恩毫无战斗经验。虽然他在这之后的希土战争 (1897年)和美西战争中担任了戰地記者一职。无论如何，《红色英勇勋章》对战场现实的描写常常误导读者，认为克莱恩自己就是个老兵（作者在南北战争结束后的第六年出生）。当解释自己为何有能力将战斗写得如此的现实时，克莱恩说：“当然，我从来没参加过战斗，但是我从足球场上的拼抢感受到了愤怒的滋味，或者说战斗会本能地遗传，而我只是凭直觉下笔而已；克莱恩家族在以前可是个战士之家。”
为了将战斗描绘地更加逼真，克莱恩从不同素材中搜集资料。《世纪杂志》中的《战斗与领袖》系列直接为小说赋予灵感，特别是一个故事——沃伦·李·郭斯（Warren Lee Goss）的《列兵的回忆》——包涵了克莱恩版的许多元素。 托马斯·比尔（Thomas Beer）写了他满是问题的1923年自传，其中克莱恩夸口他可以写出比埃米尔·左拉的《崩溃》还要好的作品，结果遭到一个朋友的挑战，要他写《红色英勇勋章》。然而，这段轶事并没有事实支持。“红色英勇勋章”这一暗喻可能来自真实的事件；历史学家塞西尔·D·艾比（Cecil D. Eby, Jr.）注意到联邦军官菲利普·卡尼（Philip Kearny）命令他的部下佩戴鲜红的徽章，后被认为是英勇的象征。虽然纽约304志愿步兵团是虚构的，但小说中很多战术与场景与南北战争中的真实事件交相辉映。就某一特别战场来说，许多评论家认为钱斯勒斯维尔战役与之十分类似。
据说克莱恩在纽约州杰弗斯港小镇（他们家曾经住过的地方）听纽约124志愿步兵团老兵讲述战斗故事，后者常被称为橙花橙花团在钱斯勒斯维尔开了第一枪，当地史学家因此认为《红色英勇勋章》从这里得到灵感。不但如此，在纽约124志愿步兵团里确实有个列兵叫詹姆士·康克林。克莱恩在《红色英勇勋章》发表一年后，在《麦克卢杂志》（McClure's Magazine）上发表短篇小说《老兵》，记载了一个老一些的亨利·弗莱明描绘自己在钱斯勒斯维尔战役中的经历。

## 风格与体裁
《红色英勇勋章》风格独特，常被视为自然主义、现实主义、印象主义或是三者的混合。小说局限于第三人称视角，反应了年轻战士亨利·弗莱明从战场逃走后的内心经历，而不是外部世界的物理战争。《红色英勇勋章》的特色在于鲜活的描述与富有节律的散文体，这些都帮助作者制造故事的悬念。评论家特别指出小说中反复出现的字面或寓意色彩，这证明了小说使用了印象主义的元素。小说提到了蓝色与灰色制服，黄色与橙色阳光，绿色的树林，士兵的脸因愤怒或义勇变红，因死亡而变灰。克莱恩使用动物形象来评说人、自然、或是战争自己。例如，小说开始时，部队被描绘成一个有生实体，“在山坡上伸展，休息着。”
小说的背景设在一系列战场上，《红色英勇勋章》却没有使用众南北战争小说的传统描述手法。小说着重于主角的内心斗争，而不是战争本身。克莱恩的小说常常让读者混淆，分不清小说到底是不是反战的。为了回避州与州之间政治、军事、地理的细节冲突，小说的叙述脱离了历史框架。值得注意的是，小说没有交代时间、战斗名称，这些省略有效地将读者的注意力从历史的框架上转移到战场的心理冲突中。作者在信件中曾经暗指，自己希望通过“描绘心理恐惧”来书写战争。
小说出版三十年后，作家约瑟夫·康拉德（Joseph Conrad）认同小说的主要矛盾来自内心，而不是外部斗争，弗莱明“站在未知面前。他试图使用理性来证明自己不会‘逃离战场’。弗莱明在尚无经验的部队中找不到支持。他得独自解决勇敢这一难题。”克莱恩对心理的现实描写在读者中引起了共鸣；一个当时的评论家写给“纽约出版社”，称：“有时描述过于生动，以至于令人喘不过气来。读者倍感身临其境，当爱国主义被溶解成元素，我们只能看到一帮汉子盲目地、怪诞地向浓烟中射击着。这是战争的新视点。”
小说大量使用了讽刺、象征主义、暗喻，读起来感觉并不直白。与克莱恩的其它作品一样，小说的对话时长使用当地的方言，以对应历史；例如，吉姆·康克林在小说开始时戏言："I s'pose we must go reconnoiterin' 'round th' kentry jest t' keep 'em from gittin' too clost, or t'develope'm, or something". 随着故事的发展，语气也变得更加讽刺，特别是叙述者与主角之间距离拉大。作品的题目自身也是一种讽刺；亨利希望“他也可以有一道伤疤，一枚红色英勇勋章”，意思是他希望在战场上负伤。他的确负伤了（被联邦逃兵用枪托击中头部），然而，这个勋章实际上不是英勇，而是耻辱。
通过给角色起绰号（“年轻人”、“衣衫褴褛的士兵”）克莱恩为作品赋予了託寓特质，指明了角色的人物特性。在《红色英勇勋章》有许多隐含意义，对此的解释无数。1968年，在罗伯特·W·斯达曼（Robert W. Stallman）写的克莱恩传记中，一些评论家探索了小说中的基督寓意。例如，亨利·弗莱明的朋友吉姆·康克林之死颇像基督，第九章结尾句将太阳比喻为“愤怒的圣饼”。约翰·贝里曼是评论家中第一位将小说解释为现代荒漠，主角则代表了每一个人。其它人则与西奥多·德莱塞、弗兰克·诺里斯、杰克·伦敦对比，认为小说呈现出自然主义的结构。

## 主题
如题所示，小说的主题是亨利·弗莱明试图通过获得“红色英勇勋章”来证明自己是个合格的士兵。从前十二章到他负伤这一故事段落却恰恰揭露了他的懦弱。随后的章节描述了他的成长，并很明显地向英雄主义发展。在战斗打响前，小说主角将战争浪漫化；他对战争的认识停留在书本阅读上：“他读过行军、围城、争斗，他渴望看到这一切”。因此，当亨利真正接触到战争现实的残酷时，他吓呆了，他的理想主义破灭了。亨利试图在存在主义中寻求安慰，却发现自己陷入了毫无意义的世界，并努力地在内心中挣扎，奋力求解。当他似乎可以解释自己的处境时，却又被战争的恐惧吓倒，后者威胁着要撕裂他文明智慧的身份地位。约瑟夫·海格舍默（Joseph Hergesheimer）在1925年诺普夫（Knopf）版中作序，认为《红色英勇勋章》的核心是“自身、自控知识在一个男孩中诞生”的故事。
然而，文章有时模棱两可，让人怀疑亨利到底有没有成熟。评论家唐纳德·吉布森（Donald Gibson）在《红色英勇勋章：将英雄重新定义》中称：“小说将自己廉价出售了。它自称没有回答所提出的问题；但是所述的却是相反的... 它称亨利·弗莱明最终看到事物真实的一面；但是又称他是个被欺骗的傻子。他称亨利没有看穿事物的本质，但别人也没有。”虽然克莱恩评论家、传记作者斯达曼（Stallman）写到亨利在小说末尾获得了“精神上的改变”，但他也发现这个主题难以故事神秘的结尾对应。虽然亨利抛弃了他之前的“浪漫观点”，开始成熟，并“朝着男子气概与道德胜利的方向前进着”，但是“英雄教育的结局与开始一样：自我欺骗。”评论家威廉·B·狄林汉（William B. Dillingham）也注意到小说英雄主义的悖论，特别是从自省角度来讲，亨利在小说后半部分陷入了毫无理由的自我抛弃中。狄林汉称“为了勇敢，人在物理争斗中必须抛弃人类的最高功能，理性与想象，转而使用直觉，甚至是兽性。”
自然世界的冷漠这一主题在克莱恩的作品中反复出现。在小说的开始部分，部队开进战场，而天空被描述为纯洁的“仙女蓝”。到第七章时，虽然战斗残酷地进行着，但亨利注意到自然那不可思议的宁静，好像“一位对悲剧深恶痛绝的妇女”一样。类似地，天空对战场上的屠杀也表示冷漠。自然的甜蜜与战争的毁灭在第十八章中被写成二分法：“阴燃的废墟中散发着黑色的烟云，飘向太阳。太阳或明或暗，停留在珐琅般的蓝天上。”当亨利逃离战场时，他从自然中得到了一些安慰，后者似乎证明了他之前的懦弱：
这片土地给了他慰藉。美丽的田园维持着生命。这是和平的宗教。它羞涩的眼光宁死不愿见血... 他把松果扔向一只欢快的松鼠，松鼠受惊逃跑。它在树顶停下，从树枝后面小心地伸出自己的脑袋来，惊恐地向下望去。年轻人从中倍感得意。这是规律，他说。自然给了他启示。当发现危险时，松鼠想也没想就逃跑了。他没有麻木不仁地将自己的肚皮暴露给枪林弹雨，看着多愁善感的天空倒地而去。相反，他的双腿以最快的速度带他逃离了现场。

## 反响
《红色英勇勋章》在最初出版时获得大多数评论家的好评；具体来说，该书被认为是杰出的现代原创小说。苹果顿1895年版在第一年就再版10次，使得24岁的克莱恩一夜成名。作者的朋友赫伯特·乔治·威尔斯之后写道小说在英国和美国受到“疯狂地赞美”。一位“纽约出版社”匿名评论员在小说出版后不久写道“对于有天赋的作者永远都应该慢慢品评，但必须承认《红色英勇勋章》可以被推测是极具力量与原创性的，可以用有才来包裹它的名字。”  《纽约时报》评论员称自己被克莱恩对战争的现实描绘大大震撼，写道小说“用老兵般的写实震撼了读者”， “评论家”（The Critic）也深有同感，称小说是“一本真正的著作；无论是对士兵在他第一场战斗中的字面描述，还是... 对每一个人在内心世界都必须战斗的比喻，小说都保持了对生命的真挚。”
小说在最初并不是没有诋毁者的。克莱恩年纪轻轻、毫无经验，这在一些评论家眼里并不是好事儿，而是麻烦。例如，一个评论员写到“克莱恩先生太年轻了，不可能用经验写作，小说中那些令人惊异的细节一定是来自狂想。”克莱恩和他的作品也受到来自战场老兵的批评，特别是亚历山大·C·麦克鲁格（Alexander C. McClurg）—一个参加了奇克莫加（Chickamauga）和查塔努加（Chattanooga）战役的陆军准将——1896年4月，他写了一封长信给戴尔杂志（The Dial， 这是准将所有的出版社的下属公司），痛斥小说是“对美国士兵和军队恶毒的讽刺。”老兵作家安布罗斯·比尔斯是位著名的内战小说作家，他也对小说及其作者表示轻蔑。当纽约日报评论员称《红色英勇勋章》不过是对比尔斯著作低劣的仿造时，比尔斯对此表示祝贺，称他们揭露了那个“疯克莱恩”。 一些评论家也从克莱恩的叙述风格中找到问题、语法错误、和缺乏传统剧情等等。
虽然小说最终在美国成为了畅销书，但《红色英勇勋章》在1895年登陆英国时却更受欢迎，卖的更快。克莱恩对小说在海外畅销深表喜悦，他写给友人称：“我只为一件事自豪，那就是不列颠版《红色英勇勋章》受到英国评论的盛赞。我之所以为此自豪是因为外乡人似乎更难以争取过来。”评论家、老兵、国会议员乔治·温德姆（George Wyndham）称小说是部“经典”，称赞克莱恩的才华“将人类的戏剧展现在舞台上，就是说，将一个人的思想活动倾诉在舞台上。”哈罗德·弗雷德里克（Harold Frederic）在他自己的评论中写道“如果有类似题材的作品出现，那么人们可以自信地说（克莱恩的）小说是最好的。但是它独一无二。这部著作无法归类。所以诱惑性就在于干脆否认它是本小说。”当克莱恩日后移居到英国时，费雷德里克成为了他的朋友，并将前者与战争小说家列夫·托尔斯泰、埃米尔·左拉、维克多·雨果等人相提并论，并认为后者的小说与《红色英勇勋章》相比而言“基本上是... 冷酷而低效的”。

## 遗产

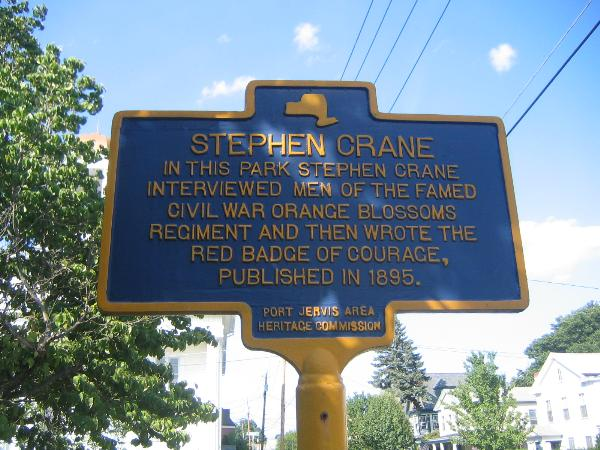
纽约 Port Jervis 纪念克莱恩的牌匾

关于小说，克莱恩自己在日后写道：“我从来不认为《红色英勇勋章》有多么了不起，只是这种激烈的主题是作家在平日里不容易找到的。” 在克莱恩事业剩余的短暂时光里——《红色英勇勋章》成为他后续作品的对照标准。在美国加入第一次世界大战不久，苹果顿在1917年将小说再版，并在同年又新增了3次印刷。
二十世纪20年代，克莱恩再度走红，《红色英勇勋章》被视为美国主流著作，也成为克莱恩最重要的作品。现代评论家注意到克莱恩“参与了现代战争观”，其他人——例如克拉恩学者斯坦利·沃特海姆（Stanley Wertheim）——认为作品“毫无疑问是最现实的美国南北战争小说了”。唐纳德·吉布森（Donald Gibson）称小说“超前”因为它“没有附和许多当时规范文学的观点。”小说被多次编入选集，包括欧内斯特·海明威1942选集《战场：最佳战争小说》（Men at War: The Best War Stories of All Time）。在序言中，海明威写道小说“是我们最好的文学之一，我将它全部纳入选集是因为它和诗篇一样伟大。”罗伯特·W·斯达曼（Robert W. Stallman）在给现代图书馆1951年版《红色英勇勋章》所做的序是当代对小说的第一份书评。
小说的改版被数次搬上银屏。电影《红色英勇勋章》由約翰·休斯頓导演，荣誉勋章获得者奥迪·墨菲主演亨利·弗莱明。电影剧本由休斯頓和阿尔伯特·班德（Albert Band）编写，拍摄困难重重，并发生预算不足，虽然遭到导演抗议，但最终被削减到70分钟长。电视版电影于1974年上映，由理查德·托马斯（Richard Thomas）主演弗莱明， 2008年捷克电影 Tobruk 也是基于《红色英勇勋章》的改编而成。

## 脚注
1. 1 2 3  Davis (1998), p. 65
2. 1 2 3  Mitchell (1986), p. 5
3. ↑  Stallman (1968), p. 70
4. ↑  Davis (1998), p. 63
5. ↑  Linson (1958), p. 37
6. ↑  Davis (1998), p. 64
7. 1 2 3  Wertheim (1997), p. 283
8. ↑  Davis (1998), p. 74
9. 1 2 3  Wertheim (1997), p. 282
10. ↑  Johanningsmeier (2008), p. 226
11. ↑  Wertheim (1997), p. 17
12. ↑  Mitchell (1986), p. ix
13. ↑  Johanningsmeier (2008), p. 229
14. ↑  Mitchell (1986), p. x
15. ↑  Weatherford (1997), p. 5
16. ↑  Lentz (2006), p. 4
17. ↑  Weatherford (1997), p. 6
18. ↑  Crane (1917), p. 112
19. ↑  Crane (1917), p. 86
20. ↑  Crane (1917), pp. 232–233
21. ↑  Bloom (2007), p. 15
22. ↑  Monteiro (2000), p. 86
23. ↑  Morris (2007), p. 139
24. ↑  While writing Stephen Crane: A Study in American Letters (1923), Thomas Beer is known to have fabricated letters as well as particular events in Crane's life.  Beer's biography continues to be used as a credible source, although it is understood by most critics and historians to contain many fictional elements. Wertheim (1997), p. 23
25. ↑  Wertheim (1994), pp. 90–91
26. ↑  Eby (1960), p. 205
27. ↑  Lentz (2006), p. 28
28. ↑  Sorrentino (2006), p. 59
29. ↑  Morris (2007), p. 142
30. ↑  Wertheim (1997), p. 59
31. ↑  Wertheim (1997), p. 198
32. ↑  Sears (1996), p. 510
33. ↑  Crane (1917), p. 1
34. ↑  Kent (1986), p. 125
35. ↑  Knapp (1987), p. 61
36. 1 2  Bloom (2007), p. 20
37. ↑  Lentz (2006), p. 269
38. ↑  Kaplan (1986), p. 78
39. ↑  Mitchell (1986), p. 16
40. ↑  Crane (1917), p. 91
41. ↑  Kent (1986), p. 130
42. ↑  Habegger (1990), pp. 231–232
43. ↑  Mailloux (1982), p. 183
44. ↑  Gibson (1988), p. 42
45. ↑  Knapp (1987), pp. 62–63
46. ↑  Bloom (2007), p. 30
47. ↑  Kent (1986), p. 133
48. ↑  Mitchell (1986), pp. 18–19
49. ↑  Mitchell (1986), p. 17
50. ↑  Mayer (2009), p. 258
51. ↑  Gullason (1961), p. 61
52. 1 2  Mailloux (1982), p. 182
53. ↑  Gibson (1988), pp. 6–7
54. ↑  Dillingham (1963), p. 194
55. ↑  Horsford (1986), p. 112
56. ↑  Bloom (1996), p. 14
57. ↑  Gullason (1961), p. 62
58. ↑  Horsford (1986), pp. 112–113
59. ↑  Bloom (2007), p. 35
60. ↑  Crane (1917), p. 78
61. ↑  Gibson (1988), p. 9
62. ↑  Weatherford (1997), p. 86
63. ↑  Weatherford (1997), p. 87
64. ↑  Monteiro (2009), p. 37
65. ↑  Monteiro (2000), p. 82
66. ↑  Wertheim (1997), p. 207
67. ↑  Wertheim (1997), p. 86
68. ↑  Kaplan (1986), p. 92
69. 1 2  Weatherford (1997), p. 13
70. ↑  Monteiro (2009), p. 42
71. ↑  Mitchell (1986), p. 7
72. ↑  Weatherford (1997), p. 14
73. ↑  Wertheim (1994), p. 166
74. ↑  Weatherford (1997), p. 16
75. ↑  Gibson (1988), p. 13
76. ↑  Wertheim (1997), p. ix
77. ↑  Kaplan (1986), p. 106
78. ↑  Wertheim (1997), p. 281
79. ↑  Gibson (1988), p. 1
80. 1 2  Gibson (1988), p. 15
81. ↑  "The Red Badge of Courage (1951) （页面存档备份，存于）". IMDb. Retrieved on April 11, 2011.
82. ↑  Grant (2003), p. 65
83. ↑  "The Red Badge of Courage (TV 1974) （页面存档备份，存于）". IMDb. Retrieved on April 11, 2011.
84. ↑  "Tobruk (2008) （页面存档备份，存于）". IMDb. Retrieved on April 18, 2011.